# Sítio Classificado dos Montes de Santa Olaia e Ferrestelo
O Sitio Classificado de Montes de Santa Olaia e Ferrestelo foi criado pelo Decreto-Lei nº 394/91 de 11/10/1991, com o intuito de proteger e conservar os valores naturais, científicos e culturais neles contidos, o uso sustentado do território e a promoção e disseminação da educação ambiental.
O Outeiro de Santa Olaia e o Monte do Ferrestelo são duas formações naturais contíguas, situadas entre Figueira da Foz e Coimbra, e ricas do ponto de vista natural e arqueológico.

## Castro de Santa Eulália
O Castro de Santa Eulália, Povoado fortificado de Santa Eulália ou Povoado fortificado de Santa Olaia, é um povoado da Idade do Ferro com anterior ocupação no Neolítico e posterior ocupação romana e medieval situado no Outeiro de Santa Olaia, na freguesia de Ferreira-a-Nova, no município de Figueira da Foz, distrito de Coimbra, em Portugal.
O Castro de Santa Eulália está classificado como Imóvel de Interesse Público desde 1953.
Foi o arqueólogo figueirense António dos Santos Rocha (1853-1910), que aqui fez as primeiras escavações á porta da sua terra natal. Encontrou monumentos e objetos que provam o povoamento do sítio desde a Idade do Ferro. Os objetos estão expostos no Museu Municipal Santos Rocha, na Figueira da Foz.

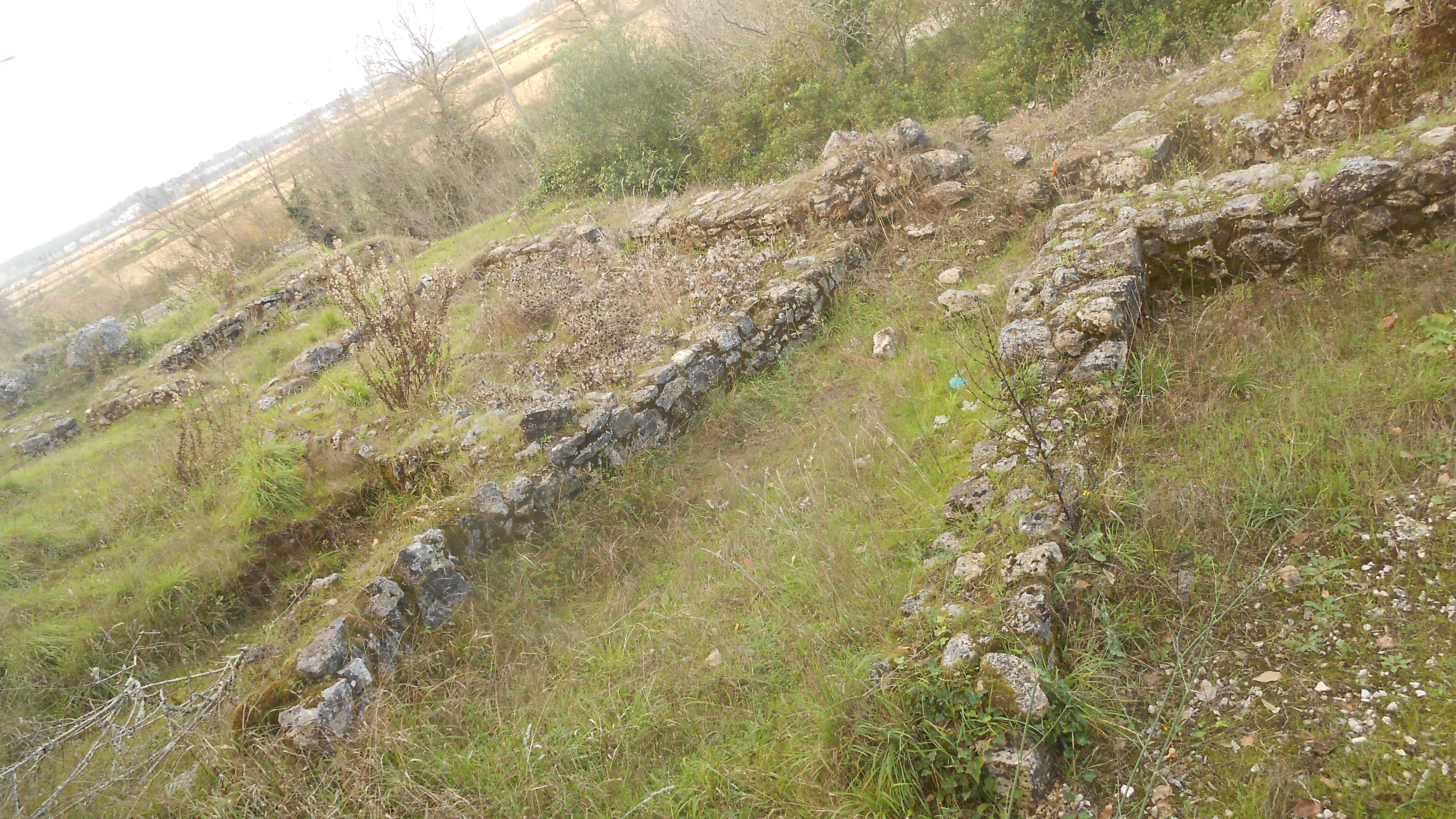
Castro de Santa Eulália

## Capela de Santa Eulália
No local protegido resta ainda uma pequena capela. Encontra-se desactivada, excepto na romaria de 24 de julho em honra de Santa Eulália. Situada no monte, a vista sobre os arrozais do Rio Mondego é deslumbrante.